# Heather O’Rourke

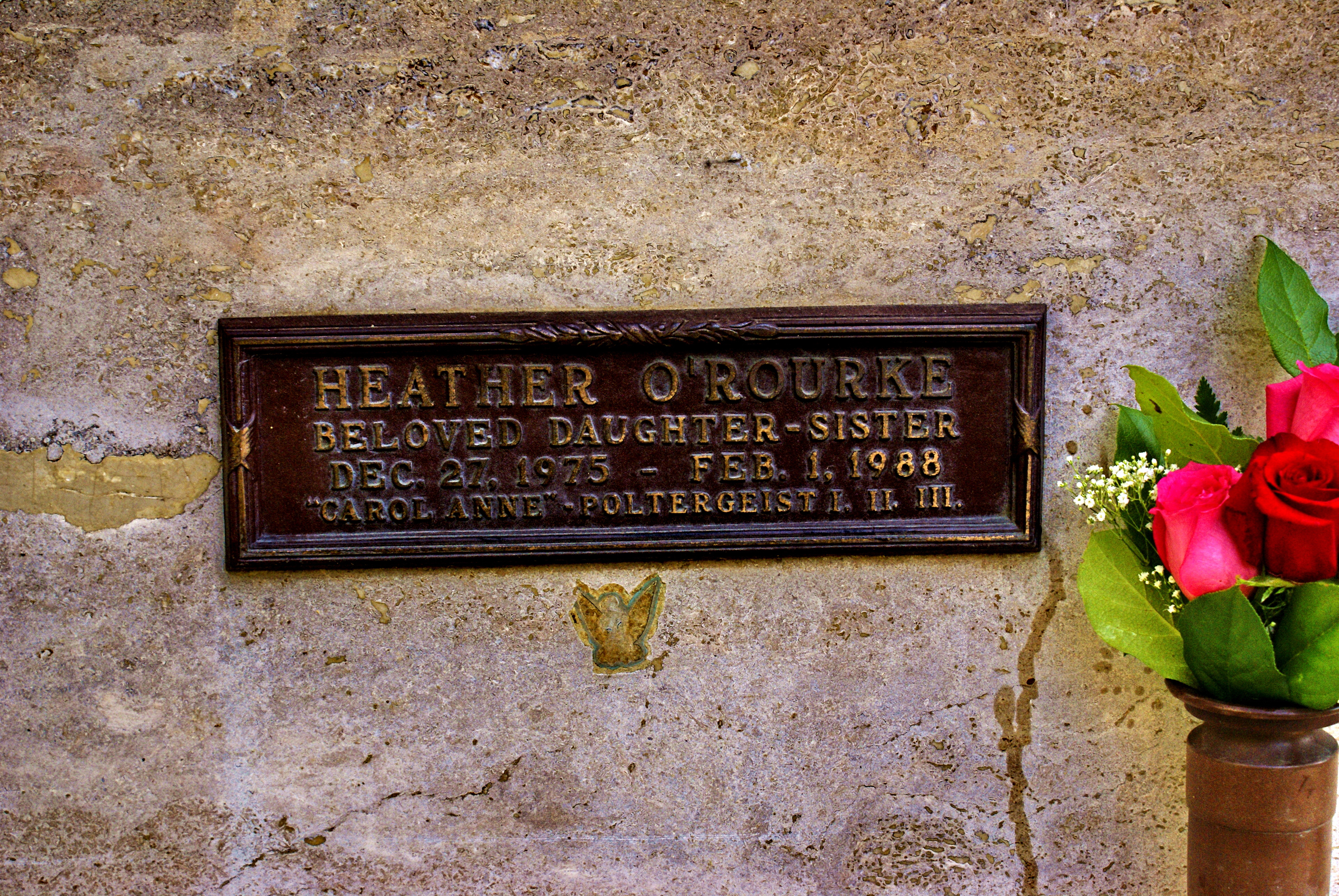
Tabliczka na grobie Heather O’Rourke. Napis głosi: Heather O’Rourke, ukochana córka i siostra. „Carol Anne” w Duchu część I, II i III.

Heather Michele O’Rourke (ur. 27 grudnia 1975 w San Diego, zm. 1 lutego 1988 tamże) – amerykańska aktorka dziecięca.

## Życiorys
Jako mała dziewczynka występowała w reklamach Barbie. Jej twarz zdobiła także pudełka tych lalek.
Debiutowała w filmie Tobe Hoopera Duch (Poltergeist, 1982). W ciągu kilku lat kariery wystąpiła jeszcze w filmach: Massarati and the Brains (1982), Webster (1983), Surviving (1985), Duch II (Poltergeist II: The Other Side, 1986), Duch III: Ostatni rozdział (Poltergeist III: The Final Chapter, 1988) oraz w serialu Happy Days (1984).
W trakcie prac nad filmem Duch III zmarła na stole operacyjnym na atak serca i sepsę z powodu źle zdiagnozowanej kolki jelit. Pochowano ją na Westwood Village Memorial Park Cemetery (dzielnica Los Angeles).